# Воскресенский сельский совет (Сумская область)
Воскресенский сельский совет (укр. Воскресенська сільська рада) — входит в состав
Бурынского района
Сумской области
Украины.
Административный центр сельского совета находится в 
с. Воскресенка.

## Населённые пункты совета
- с. Воскресенка
- с. Викториновка